# 于涛
涛（1981年10月15日—），上海人，中国职业足球运动员，曾长期效力于上海申花，2010年起担任队长，也是球队历史上联赛与正式比赛出场次数最多的球员。于涛最早司职前锋或攻击手，不过此后位置逐渐后移，以出任后腰为主，2012年更出任过多次中后卫。

## 职业生涯
于涛成名于上海有线02，入选中国代表队参加了世青赛、大学生运动会等。2002年，有线02解散并入上海申花，于涛很快获得出场机会，第一个赛季就攻入3个联赛入球。2002年12月，于涛在巴林国际邀请赛上首次代表中国国家队出场，时年仅21岁。
2004年5月23日，在申花客场出战重庆力帆的比赛中，于涛在争顶一个头球后，当场吐血并倒地，幸亏当时队友与立即赶到的医疗人员及时进行急救，否则几乎有生命危险。不过于涛赛后很快恢复，重新投入赛场，但是状态曾经一度受到严重影响。
2006年底，于涛被朱广沪再一次召入国家队集训。
2010年申花进行阵容大换血，于涛作为仅存的原主力球员接过队长袖标，率领年轻的申花队夺得联赛季军。5月8日，于涛第186次代表上海申花联赛出场，打破了老队长刘军和名将吴承瑛共同保持的185场的纪录，成为代表申花联赛出场次数最多的球员。赛季中于涛凭借联赛出色表现。8月29日，2010年中超联赛第21轮，上海申花队主场1-1战平大连实德，于涛迎来了自己代表申花的第200场中国职业联赛。赛季中凭借联赛中的稳定发挥，于涛再次入选中国国家队。
2012年12月20日，上海申鑫宣布于涛自由加盟球队，他和申鑫签约三年。